# Краснокрылый венилиорнис
Краснокрылый венилиорнис (лат. Veniliornis affinis) — вид птиц из семейства дятловых. Выделяют четыре подвида.

## Распространение
Обитают в восточной части Бразилии и на Амазонской низменности (в частности, на территории Колумбии, Венесуэлы, Эквадора, Перу).

## Описание
Длина тела около 15—18 см. Вес 32—44 г. У самцов нижняя часть лба корично-тёмно-жёлтого цвета. Верхняя часть лба и корона при этом чёрные, причем многие перья имеют красные кончики.

## Вокализация
Песня представляет собой серию из 10-14 высоких назальных нот «гхи» (или «ких»).

## Биология
Питаются членистоногими и фруктами.
МСОП присвоил виду охранный статус LC.